# ميسيل جي. جوردن
ميسيل جي. جوردن (بالإنجليزية: Angel G. Jordan)‏ هو مهندس إلكترونيات ‏ أمريكي، ولد في 19 سبتمبر 1930، وتوفي في 2017.